# Impatiens purpureocoerulea
Impatiens purpureocoerulea är en balsaminväxtart som beskrevs av Tardieu. Impatiens purpureocoerulea ingår i släktet balsaminer, och familjen balsaminväxter. Inga underarter finns listade i Catalogue of Life.